# Paractaea rufopunctata
Paractaea rufopunctata är en kräftdjursart som först beskrevs av H. Milne Edwards 1834.  Paractaea rufopunctata ingår i släktet Paractaea och familjen Xanthidae.

## Underarter
Arten delas in i följande underarter:
- P. r. rufopunctata
- P. r. nodosa